# Старый железнодорожный мост (Белград)
Старый железнодорожный мост (серб. Stari železnički most) — железнодорожный мост через реку Саву в Белграде, Сербия.

## История
Мост был построен в 1884 году и дважды подвергался разрушению. Первоначально он стоял на шести каменных столбах и был 462 метра в длину и весом 7200 тонн. Он был разрушен в Первую мировую войну, перестроен в 1919 году и снова разрушен в 1941 году.
Существующий железнодорожный мост был построен после Второй мировой войны на военные репарации и был единственным в Белграде железнодорожным мостом через реку Сава до постройки Нового железнодорожного моста в 1979 году. Мост подвергся реконструкции в 1986 году.
Мост не эксплуатируется с лета 2018 года, планируется его переделать в пешеходный мост.